# Fernand Besançon
Fernand Philippe Alphonse Besançon (* 26. September 1897 in Lillebonne, Département Seine-Maritime; † 23. August 1956 bei einem Flugzeugabsturz bei Thiersville, Provinz Oran, Französisch-Algerien, heute: Ghriss, Provinz Muaskar, Algerien) war ein französischer Offizier, der zuletzt als Generalleutnant (Général de corps d’armée) zwischen 1951 und seinem Tode Generalinspektor der Artillerie und Flugabwehrtruppe war.

## Leben

### Erster Weltkrieg und Zwischenkriegszeit
Fernand Philippe Alphonse Besançon, Sohn von Alphonse Alfred Besançon und dessen Ehefrau Inès Mélanie Catherine Besançon, trat nach dem Schulbesuch zu Beginn des Ersten Weltkrieges am 28. Dezember 1914 als Freiwilliger den Kriegsdienst im 34. Artillerieregiment an. Am 21. Mai 1915 wurde er Offiziersanwärter (Aspirant) und als solcher am 1. August 1915 zum 60. Infanterieregiment versetzt. Am 15. April 1916 erfolgte seine Beförderung zum Leutnant (Sous-Lieutenant) sowie am 15. April 1918 zum Oberleutnant (Lieutenant). Für seine militärischen Verdienste und Tapferkeit wurde er mit dem Croix de guerre 1914–1918 ausgezeichnet und zudem am 4. Mai 1916, am 19. August 1916 sowie erneut am 16. Juni 1918 im Kriegsbericht erwähnt.
Nach Kriegsende begann er zur Fortsetzung der weiteren Offiziersausbildung am 15. November 1919 ein Studium an der École polytechnique und verlängerte zudem seinen Militärdienst auf acht Jahre. Am 1. Oktober 1921 begann er als Oberleutnant eine Ausbildung an der Artillerieschule (Ècole militaire de l’artillerie) und wurde im Anschluss am 24. August 1922 zum 22. Artillerieregiment versetzt. Am 1. September 1923 nahm er eine weitere Ausbildung an der Artillerieschule in Poitiers sowie am 23. Mai 1925 an der   Artillerietechnikschule (École militaire d’application de l’artillerie), wobei er zwischenzeitlich Dienst im 20. sowie im 32. Artillerieregiment versah. Nach seiner Beförderung zum Hauptmann (Capitaine) am 25. März 1926 verblieb er als Ausbilder an der École militaire d’application de l’artillerie, ehe er am 23. August 1929 zum 306. Artillerieregiment abkommandiert wurde. 
Am 7. Dezember 1931 wurde Besançon zur Generalkommandantur der Militärregion Paris versetzt und nahm nach einer kurzzeitigen Verwendung im 152. Artillerieregiment zum 30. Januar 1932 eine Ausbildung zum Stabsoffizier an der Höheren Kriegsschule (École supérieure de guerre) auf und erhielt dort am 25. Dezember 1933 seine Beförderung Major (Chef d’Escadron). Nach Abschluss der Ausbildung wurde er am 9. September 1934 Stabsoffizier in dem für den Nachrichtendienst zuständigen Zweiten Büros (Deuxième Bureau) des Generalstabes, wo ihm am 19. Dezember 1934 das Ritterkreuz der Ehrenlegion verliehen wurde.

### Zweiter Weltkrieg
Kurz vor Beginn des Zweiten Weltkrieges wurde Besançon stellvertretender Chef des Zweiten Büros im Großen Hauptquartier und bekleidete dieses Amt bis zum 30. Juni 1940. In dieser Verwendung erfolgte am 25. März 1940 seine Beförderung zum Oberstleutnant (Lieutenant-Colonel). Nach der Niederlage Frankreichs im Westfeldzug und dem Waffenstillstand von Compiègne am 22. Juni 1940 war er zwischen dem 30. Juni und dem 31. August 1940 zunächst stellvertretender Chef sowie im Anschluss vom 31. August bis zum 13. Dezember 1940 Chef des Zweiten Büros im Generalstab des Heeres. Daraufhin wurde er zwischen dem 13. Dezember 1940 und dem 1. Juni 1942 zum Inspektorat für die Artillerie abgeordnet und fungierte vom 1. Juni 1942 bis zum 20. Juni 1943 als Kommandeur des 62. Artillerieregiments (62e Régiment d’artillerie). In dieser Funktion wurde er am 25. Juni 1942 zum Oberst (Colonel) befördert. Nachdem er zwischen dem 20. Juni und dem 30. August 1943 zu den Truppen in Tunis in Französisch-Tunesien abgeordnet war, erfolgte vom 30. August 1943 bis zum 18. Februar 1944 eine erneute Abordnung zum Inspektorat für die Artillerie.
Fernand Philippe Alphonse Besançon fungierte zwischen dem 18. Februar und dem 12. September 1944 als Kommandeur der Artillerie der 3. Algerischen Infanteriedivision (3e division d’infanterie algérienne), die in diesem Zeitraum von Generalmajor Joseph de Goislard de Monsabert kommandiert wurde. Für seine dortigen Verdienste wurde ihm am 11. August 1944 das Offizierskreuz der Ehrenlegion verliehen. Nachdem er eine schwere Verwundung erlitten hatte, befand er sich vom 12. September bis zum 25. November 1944 zur Genesung im Krankenhaus. Danach wurde er am 25. November 1944 zum II. Korps (2e Corps d’armée) abgeordnet und war daraufhin zwischen dem 25. Dezember 1944 und dem 1. März 1945 Kommandeur der Artillerie dieses II. Korps. Gegen Kriegsende übernahm er am 1. März 1945 den Posten des Chefs des Militärkabinetts im Kriegsministerium (Ministère de la Guerre) und hatte diesen bis zum 18. Dezember 1945 inne. In dieser Verwendung erfolgte am 1. September 1945 seine Beförderung zum Brigadegeneral (Général de brigade), wobei diese Beförderung rückwirkend zum 25. Juni 1944 erfolgte.

### Nachkriegszeit und Aufstieg zum Generalleutnant
Als Nachfolger von Generalmajor Augustin Guillaume wurde Besançon am 18. Dezember 1945 selbst Kommandeur der 3. Algerischen Infanteriedivision und verblieb auf diesem Posten bis zum 5. April 1946. Bereits am 25. Dezember 1945 wurde er dort auch zum Generalmajor (Général de division) befördert. Er war vom 5. April 1946 bis zum 15. Juli 1947 Kommandeur des Divisionselements Nr. 3 sowie zugleich zwischen dem 15. März und dem 15. Juli 1947 auch Kommandeur des Nordens der Französischen Besatzungszone in Deutschland. Im Anschluss blieb er in Deutschland und war zunächst vom 15. Juli 1947 bis zum 24. Juni 1950 Kommandeur der Artillerie und der Flugabwehrtruppe der Besatzungsstreitkräfte. Daneben war er in Personalunion zwischen dem 16. September 1947 und dem 1. Oktober 1950 Kommandeur der Heereszone in Deutschland und wurde am 30. Dezember 1948 zum Kommandeur der Ehrenlegion ernannt. Er trug vom 24. Juni bis zum 9. August 1950 den neuen Titel Kommandeur der Artillerie und der Flugabwehrtruppe der französischen Streitkräfte in Deutschland. Zuletzt war er zwischen dem 9. August 1950 und dem 28. Dezember 1951 stellvertretender Oberkommandierender der französischen Streitkräfte in Deutschland.
Nach seiner Rückkehr nach Frankreich wurde Fernand Philippe Alphonse Besançon am 28. Dezember 1951 Generalinspektor der Artillerie und Flugabwehrtruppe und bekleidete diesen Posten bis zu seinem Tode bei einem Flugzeugabsturz bei Thiersville in Französisch-Algerien am 23. August 1956. Er wurde am 1. Februar 1953 zum Generalleutnant (Général de corps d’armée) befördert und wurde für seine Verdienste am 4. November 1954 Großoffizier der Ehrenlegion. Er war vom 1. Januar 1956 bis zu seinem Tode am 23. August 1956 außerdem Mitglied des Obersten Kriegsrates (Conseil supérieur de la guerre).
Besançon war seit dem 2. Juli 1921 mit Henriette Claire Suzanne Cavelier-Benget verheiratet.

## Hintergrundliteratur
- Charles D. Pettibone: The Organization and Order of Battle of Militaries in World War II: Volume VI Italy and France Including the Neutral Countries of San Marino, Vatican, Trafford Publishing, 2010, ISBN 978-1-42694-633-2 (Online-Version)